# Torii Hunter
Torii Kedar Hunter (Pine Bluff, 18 luglio 1975) è un giocatore di baseball statunitense.

## Minor League
Hunter venne selezionato al primo giro del draft amatoriale del 1993 dai Minnesota Twins come 20a scelta. Iniziò nello stesso anno nella Gulf Coast League rookie con i GCL Twins finendo con .190 alla battuta, 8 RBI e 6 punti (run: in inglese) in 28 partite. Nel 1994 passò nella Midwest League singolo A con i Fort Wayne Wizards finendo con .293 alla battuta, 50 RBI e 57 punti in 91 partite.
Nel 1995 passò nella Florida State League singolo A avanzato con i Fort Myers Miracle finendo con .246 alla battuta, 36 RBI e 64 punti in 113 partite. Nel 1996 giocò con due squadre finendo con .260 alla battuta, 34 RBI e 50 punti in 103 partite. 
Nel 1997 giocò nella Eastern League doppio A con i New Britain Rock Cats finendo con .231 alla battuta, 56 RBI e 57 punti in 127 partite. Nel 1998 giocò con due squadre finendo con .295 alla battuta, 52 RBI e 57 punti in 108 partite.
Nel 2000 passò nella Pacific Coast League triplo A con i Salt Lake Buzz finendo con .368 alla battuta, 61 RBI e 58 punti in 55 partite. Nel 2009 giocò nella California League singolo A avanzato con i Rancho Cucamonga Quakes finendo con .333 alla battuta, 3 RBI e 3 punti in 3 partite.

## Major League

### Minnesota Twins (1997-2007)
Debuttò nella MLB il 22 agosto 1997 contro i Baltimore Orioles, terminò la sua prima stagione da professionista giocando una singola partita. Nel 1998 finì con .235 alla battuta, 2 RBI e 8 eliminazioni in 6 partite. 
Nel 1999 firmò per 200.000$ finendo con .255 alla battuta, 35 RBI, 52 punti, 285 eliminazioni di cui 3 doppie, 7 assist e un errore da esterno centrale in 135 partite di cui 113 da titolare. Nel 2000 firmò per 225.000$ finendo con .280 alla battuta, 44 RBI, 44 punti, 7 triple (7° nella American League) 270 eliminazioni di cui 3 doppie, 12 assist e 3 errori da esterno centrale in 99 partite di cui 94 da titolare. 
Nel 2001 firmò per 230.000$ finendo con .261 alla battuta, 92 RBI, 82 punti, 460 eliminazioni di cui 3 doppie, 14 assist e 4 errori di esterno centrale in 148 partite di cui 147 da titolare. Nel 2002 firmò per 2,4 milioni di dollari finendo con .289 alla battuta, 94 RBI, 89 punti, 23 basi rubate (7° nella AL) 365 eliminazioni, 7 assist e 3 errori da esterno centrale in 148 partite di cui 144 da titolare.
Il 10 ottobre 2003 firmò un contratto quadriennale per un totale di 32 milioni di dollari. Terminò la stagione 2003 finendo con .250 alla battuta, 102 RBI, 83 punti, 425 eliminazioni di cui una doppia, 5 assist e 4 errori da esterno centrale in 154 partite di cui 149 da titolare. Nel 2004 finì con .271 alla battuta, 81 RBI, 79 punti, 21 basi rubate (8° nella AL) 311 eliminazioni, 5 assist e 4 errori da esterno centrale in 138 partite di cui 124 da titolare.
Nel 2005 finì con .269 alla battuta, 56 RBI, 63 punti, 23 basi rubate (9° nella AL) 218 eliminazioni di cui 4 doppie, 9 assist e 3 errori da esterno centrale in 98 partite di cui 92 da titolare. Il 1º ottobre 2006 firmò per un anno a 12 milioni di dollari finendo con .278 alla battuta, 98 RBI, 86 punti, 343 eliminazioni di cui 4 doppie, 8 assist e 4 errori da esterno centrale in 147 partite di cui 143 da titolare. 
Nel 2007 finì con .287 alla battuta, 107 RBI (10° nella AL), 94 punti, 28 fuoricampo (7° nella AL), 45 doppie (4° nella AL) 387 eliminazioni, 5 assist e 2 errori da esterno centrale in 160 partite di cui 155 da titolare. Il 29 ottobre 2007 divenne per la prima volta free agent.

### Los Angeles Angels of Anaheim (2008-2012)
Il 10 novembre 2007 firmò un contratto di 5 anni per un totale di 90 milioni di dollari con i Los Angeles Angels of Anaheim, terminò la stagione 2008 con .278 alla battuta, 78 RBI, 84 punti, 350 eliminazioni e 4 assist in 146 partite di cui 137 da titolare. Nel 2009 finì con .299 alla battuta, 90 RBI, 74 punti, 308 eliminazioni, 2 assist e un errore da esterno centrale in 119 partite di cui 114 da titolare.
Nel 2010 finì con .281 alla battuta, 90 RBI, 76 punti, 358 eliminazioni, 4 assist, un errore da esterno centrale e due errori da esterno destro in 153 partite di cui 143 da titolare. Nel 2011 finì con .262 alla battuta, 82 RBI, 80 punti, 264 eliminazioni di cui 2 doppie, 15 assist e 3 errori da esterno destro in 156 partite di cui 134 da titolare. 
Nel 2012 finì con .313 (7° nella AL) alla battuta, 92 RBI, 81 punti, 240 eliminazioni di cui 5 doppie, 14 assist e 4 errori da esterno destro in 140 partite di cui 128 da titolare. Il 29 ottobre 2012 divenne free agent.

### Detroit Tigers (2013-)
Il 14 novembre 2012 firmò un contratto biennale per un totale di 26 milioni di dollari con i Detroit Tigers. Terminò la stagione 2013 con .304 alla battuta (7° nella AL), 84 RBI, 90 punti, 184 valide (9° nella AL) 223 eliminazioni di cui 3 doppie, 9 assist e 3 errori da esterno destro in 144 partite di cui 138 da titolare.

## Titoli
Nessuno

## Premi
- (5) All-Star (2002, 2007, 2009, 2010, 2013)
- (9) guanti d'oro (2001–2009)
- (2) Silver Slugger Award (2009, 2013)
- MLB Players Choice Man of the Year (2007)
- Giocatore del mese (aprile 2002)
- (3) Giocatore della settimana (13/06/2005,24/09/2006,11/06/2012)
- MLB.Com Defensive Player of the Year (2002)
- MLB.Com Play of the Year (2002)
- (3) MLBPAA Angels Heart and Hustle Award (2008, 2009, 2011)
- MLBPAA Heart and Hustle Award (2011)
- (2) Twins Good Guy Award (2006, 2007)
- (2) MLBPAA Twins Heart and Hustle Award (2006, 2007)
- (2) Twins Calvin R. Griffith MVP Award (2002, 2007)
- Twins Carl R. Pohlad Award (2004)
- Home Run Derby Participant (2002)

## Numeri di maglia indossati
- n° 48 con i Minnesota Twins (1997-2007)
- n° 48 con i Los Angeles Angels of Anaheim (2008-2012)L
- n° 48 con i Detroit Tigers (2013-).